# Patologie

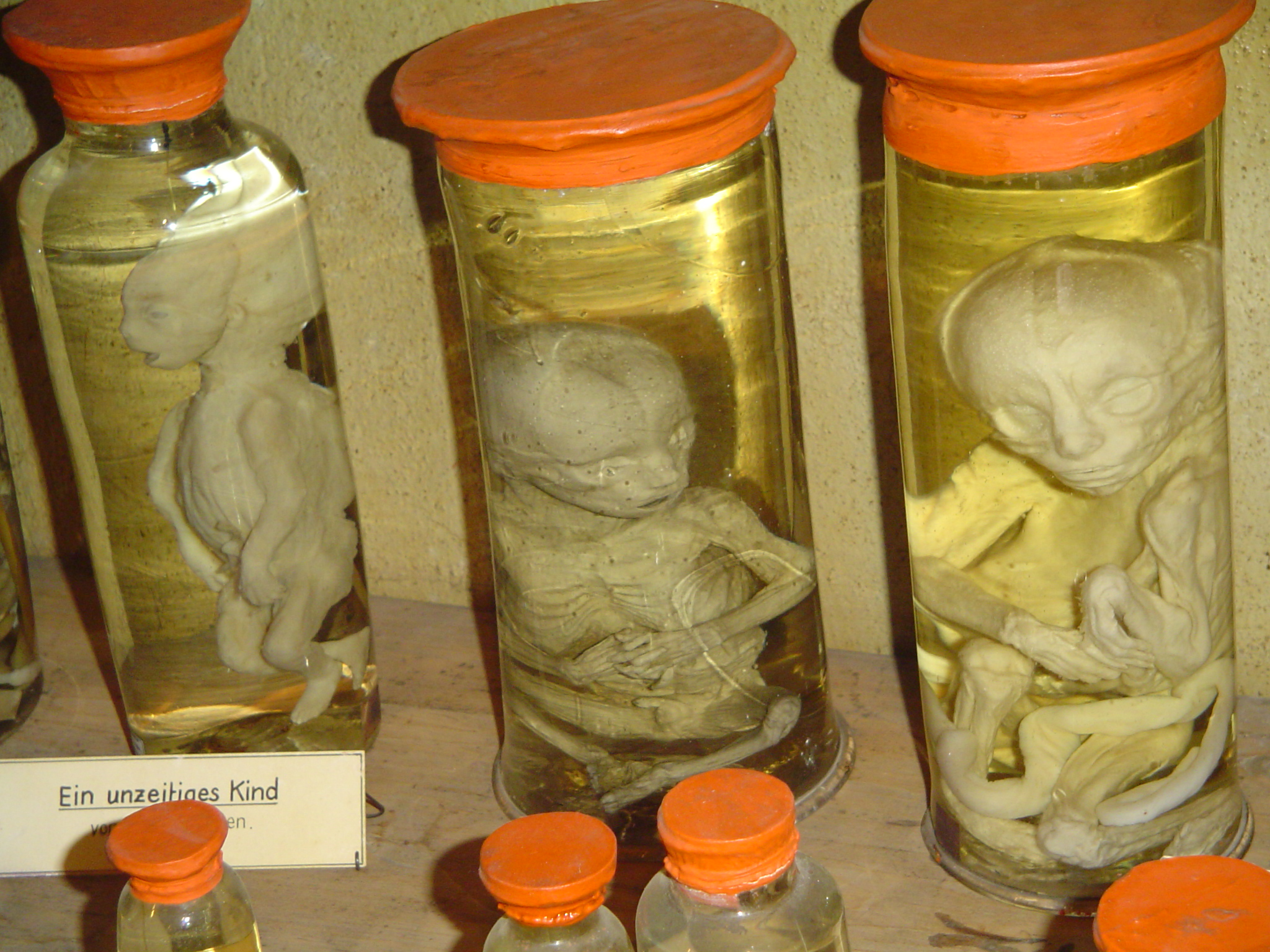
Nádoby s mrtvými plody

Patologie je lékařská věda zabývající se studiem a diagnostikou nemocí živých systémů. Pojem vychází z řeckého slova pathos (πάθος), "zážitek" nebo "muka", a -logia (-λογία), "výčet"). Protože v jednotlivých oblastech zájmu nehrozí riziko záměny, používá se pojem patologie v některých oborech i jako synonymum pro specializovanější pole působnosti. Například lékařský obor patologická anatomie se obvykle mezi zdravotníky nazývá patologie. Plurál pojmu se užívá ve smyslu progrese nemoci, např. "tato nákaza způsobuje tyto patologie". Přídavné jméno patologický se poměrně často používá ve smyslu nezdravý, porušený nebo odchylný, někdy i mimo medicínský kontext (např. Weierstrassova funkce se někdy označuje jako příklad patologické funkce). Afix pojmu, tj. "-patie", se užívá pro pojmenování stavu indispozice, např. psychopatie. Lékař se specializací patologie se nazývá patolog. Za patologický stav se považuje stav způsobený nemocí.
Hlavním předmětem patologie je výzkum čtyř složek nemoci: příčiny (etiologie), mechanismus vývoje nemoci (patogeneze), strukturální změny buněk (morfologie) a důsledky těchto změn ve formě klinických projevů. Obecná patologie se zabývá analýzou klinických abnormalit, které jsou znaky a prekurzory infekčních a neinfekčních onemocnění a rozděluje se na klinickou a anatomickou patologii.

## Rozdělení patologie

### Podle studovaných systémů

#### Humánní patologie
Humánní (lidská) patologie se zabývá studiem a diagnostikou somatických onemocnění člověka. V České republice je představována lékařským oborem Patologická anatomie, výkon této profese je vyhrazen lékařům. V USA se jako relativně samostatný obor vyděluje klinická patologie. Čistě vědecký směr, který se tradičně nazýval experimentální patologie, se dnes nazývá patologická fyziologie.

#### Veterinární patologie
Veterinární patologie je oborem veterinárního lékařství, jehož cílem je studium a diagnostika onemocnění zvířat, především pak zvířat domácích a zvířat hospodářsky významných. Její prostředky jsou podobné prostředkům humánní patologie, výkon profese je však vyhrazen veterinárním lékařům.

#### Fytopatologie
Fytopatologie je oborem agronomie zabývajícím se studiem a diagnostikou onemocnění rostlin. Zvláštní důraz je opět kladen na hospodářsky významné druhy.

#### Psychopatologie
Psychopatologie je oborem psychologie, který se zabývá studiem duševních poruch. Velmi blízký vztah má k psychiatrii.

#### Sociální patologie
Sociální patologie je společenskovědní obor studující společensky nežádoucí jevy.

#### Paleopatologie
Paleopatologie je obor patologie, která se zabývá studiem chorobných změn v průběhu historie. Někdy je řazena mezi pomocné vědy historické, nicméně vedle historie má řadu průniků i s archeologií a paleontologií. Zejména pro potřeby historického výzkumu úzce spolupracuje s oborem dějiny lékařství.

### Podle míry obecnosti

#### Obecná patologie

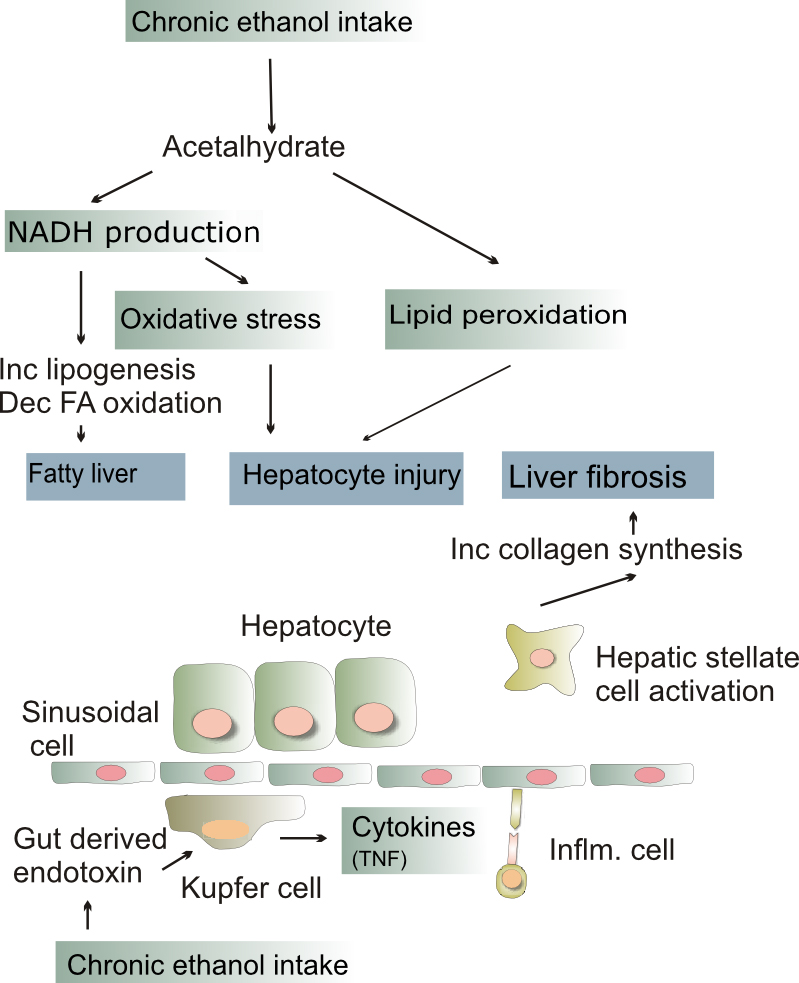
Patogeneze poškození jater alkoholem

Obecná patologie je vědecký obor, jehož cílem je studovat obecné mechanizmy vzniku poškození živého systému a reakce na něj. Toto poškození je studováno od úrovně jednotlivých molekul až do úrovně celých organizmů. Obecná patologie se tak stýká s celou řadou dalších oborů. Například obecná humánní patologie se stýká na jedné straně s biofyzikou, molekulární biologií, bioinformatikou, mikrobiologií a toxikologií a na druhé straně s klinickými lékařskými obory a antropologií.
Poznatky obecné patologie přestavují základní informace, které umožňují porozumět chorobným změnám a tak příslušné choroby cíleně diagnostikovat a léčit.

#### Speciální patologie
Speciální patologie je vědecký a aplikovaný obor zabývající se studiem a diagnostikou konkrétních chorobných změn. Vedle samotného rozpoznání choroby, tedy stanovení diagnózy, se speciální patologie zabývá i dalšími projevy poruchy. Etiologie znamená nalezení příčiny vyvolávající příslušnou poruchu organizmu (tzv. noxy). Noxa může být známá a dobře identifikovaná, např. Mycobacterium tuberculosis jako původce tuberkulózy, jindy mohou být známy pouze rizikové faktory a v jiných případech není původce nemoci známý – potom se hovoří o daném onemocnění jako o onemocněním idiopatickém nebo primárním. Patogeneze je studium rozvoje chorobných změn v organizmu. V ideálním případě jsou dokonale prozkoumány molekulární mechanizmy rozvoje onemocnění a hovoří se o kauzální patogenezi. Jindy jsou známy jen popisy nebo obecné principy změn a pak se hovoří o formální patogenezi. Etiopatogeneze je spojením etiologie a patogeneze v jediný logicky koherentní řetězec, který popisuje vývoj choroby od okamžiku prvního kontaktu s noxou až po vznik manifestní choroby a případně i další vývoj choroby.

### Podle škály studovaných změn
Rozdělení patologie podle škály je poměrně neostré, jednotlivé úrovně se navzájem ovlivňují a prolínají.

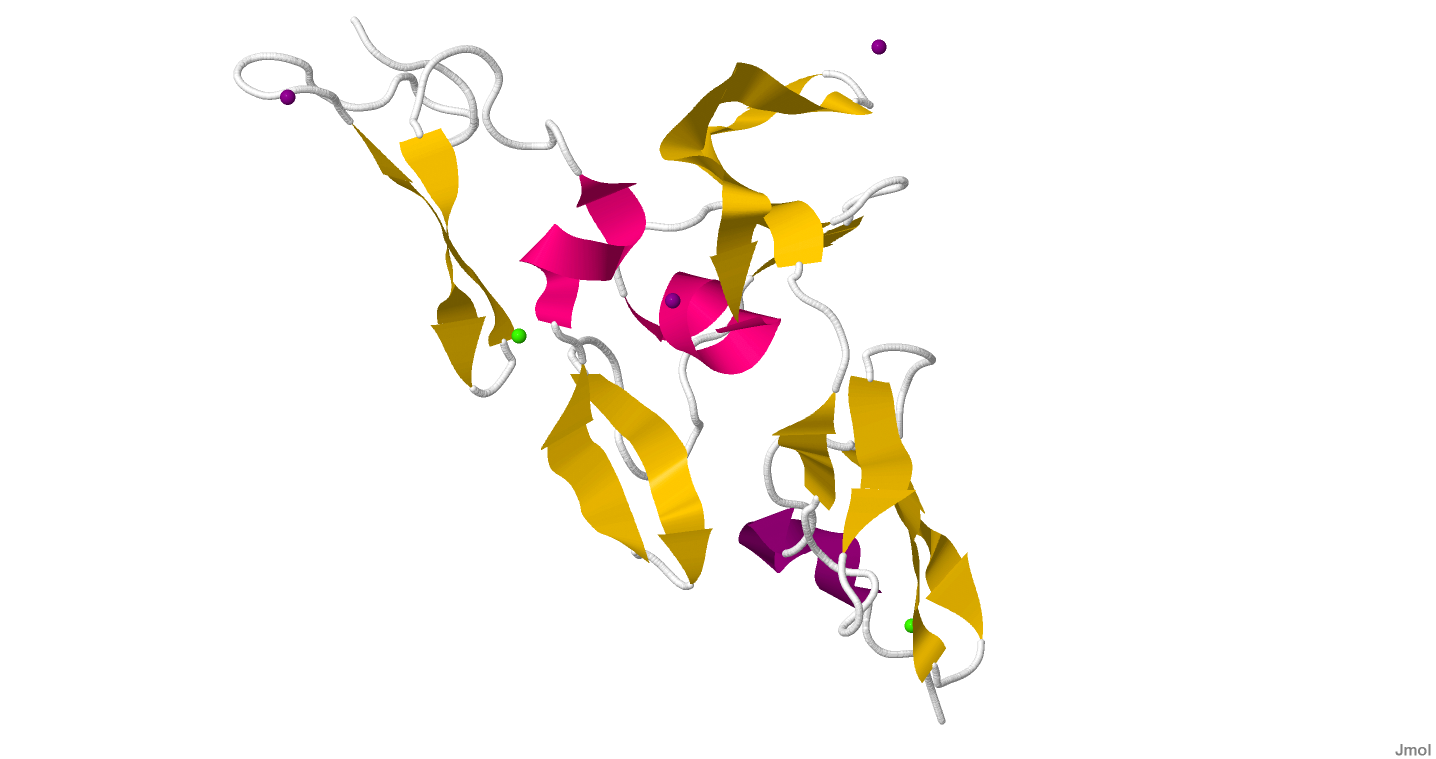
Znázornění struktury proteinu fibrilin-1, jehož mutace je zodpovědná za vznik Marfanova syndromu

#### Molekulární patologie
Molekulární patologie je obor studující chorobné změny na nejnižší biologicky relevantní úrovni. Zabývá se především studiem změn, které se odehrávají na úrovni jednotlivých molekul, například změny DNA, změny aktivity enzymů nebo působení cizorodých molekul a atomů. Molekulární patologie se tak stýká především s chemickými obory, dále s biofyzikou, bioinformatikou a molekulární biologií.

#### Buněčná patologie
Buněčná patologie je obor studující chorobné změny probíhající na úrovni jednotlivých organel a celých buněk. Ve své výzkumné části je podoborem buněčné biologie. Klinický obor, který se zabývá využitím buněčných změn k detekci a diagnostice onemocnění, se nazývá cytologie.

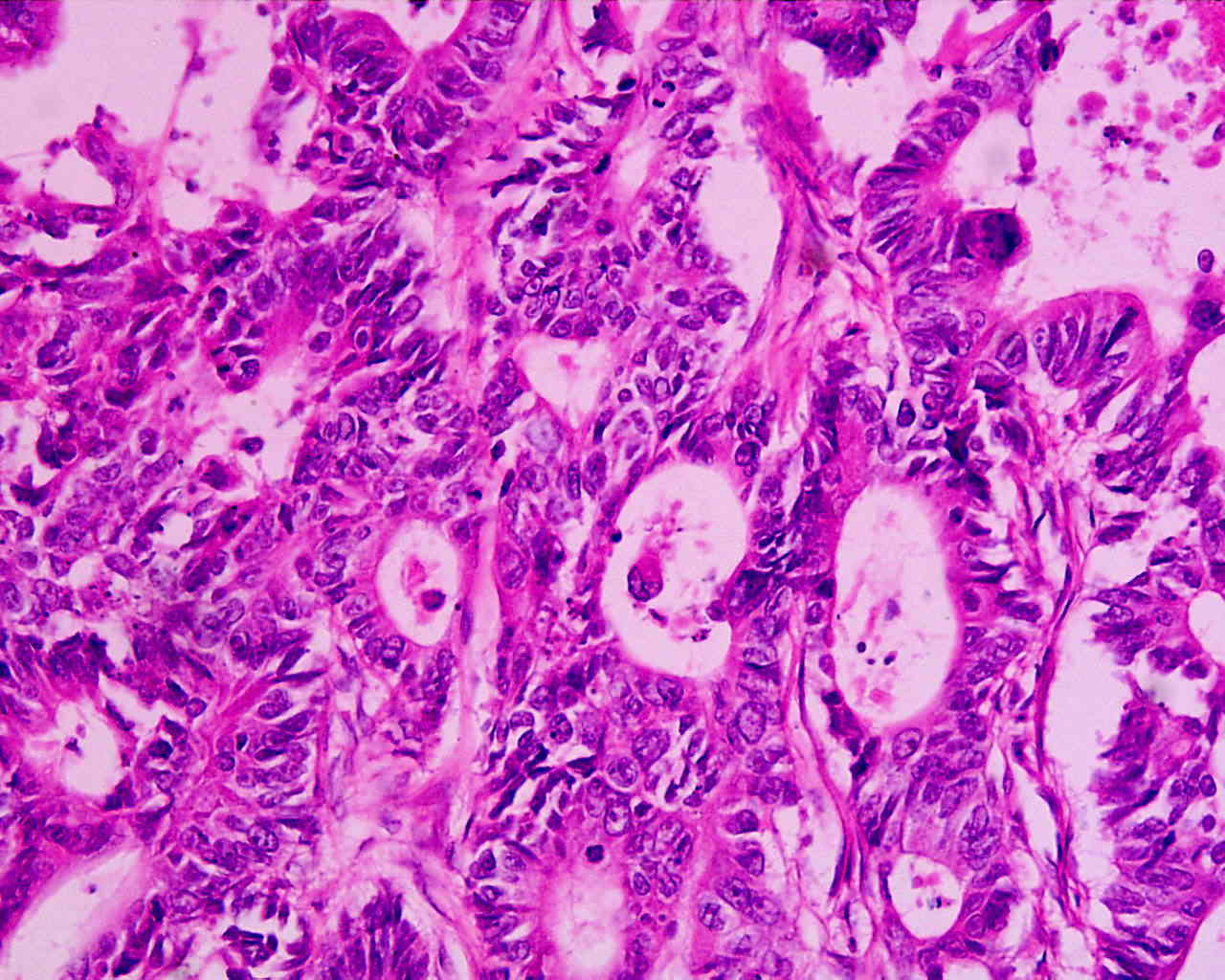
Histopatologický vzorek kolorektálního karcinomu v barvení hematoxylinem a eosinem.

#### Histopatologie
Histopatologie je obor studující chorobné změny probíhající ve tkáních, obvykle na mikroskopické úrovni. V případě humánní a veterinární patologie je histopatologické vyšetření bioptických a autoptických vzorků tkání základním postupem při hledání diagnózy a tedy hlavní náplní lékařů pracujících v těchto oborech.

#### Orgánová patologie
Orgánová patologie je obor studující chorobné změny na jednotlivých orgánech. Pro řadu onemocnění jsou orgánové změny jen nespecifické a proto samotné makroskopické vyšetření obvykle nepostačuje pro vlastní diagnózu a je třeba vyšetřovat histopatologicky.

## Obory úzce související s patologií

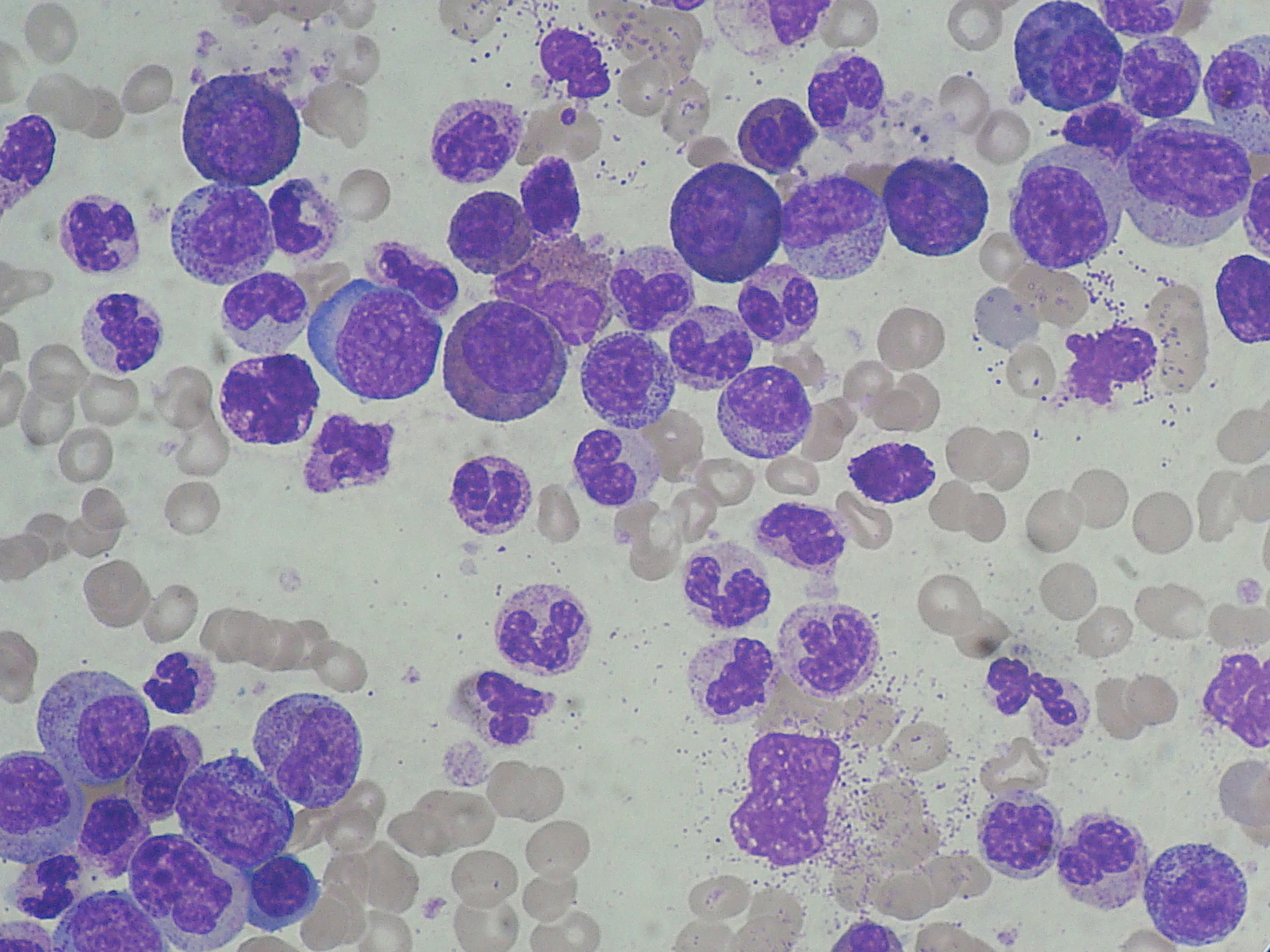
Mikroskopický preparát periferní krve pacienta s chronickou myeloidní leukemií barvený podle May-Grünwalda a Giemsy. V USA hodnotí takovéto preparáty klinický patolog, v ČR obvykle hematolog.

### Klinická patologie
Klinická patologie se zabývá diagnostikou onemocnění na základě laboratorní analýzy tělních tekutin (např. krve a moči) a tkání s využitím nástrojů chemie, mikrobiologie, hematologie a molekulární patologie. Pojem klinická patologie je doslovným překladem anglického pojmu clinical pathology, v českém prostředí se však tento pojem nepoužívá, zhruba mu odpovídá pojem laboratorní medicína. Jde o pojem zastřešující zejména lékařskou biochemii a lékařskou mikrobiologii a laboratorní úseky hematologie, lékařské genetiky a klinické imunologie.

### Soudní lékařství
Soudní lékařství je obor, který se vyvinul z patologické anatomie. Zabývá se především zjišťováním příčin náhlých a neočekávaných úmrtí.

### Toxikologie
Toxikologie je především chemický obor zabývající se jedy, tedy jednou z nox vyvolávajících řadu chorobných změn.

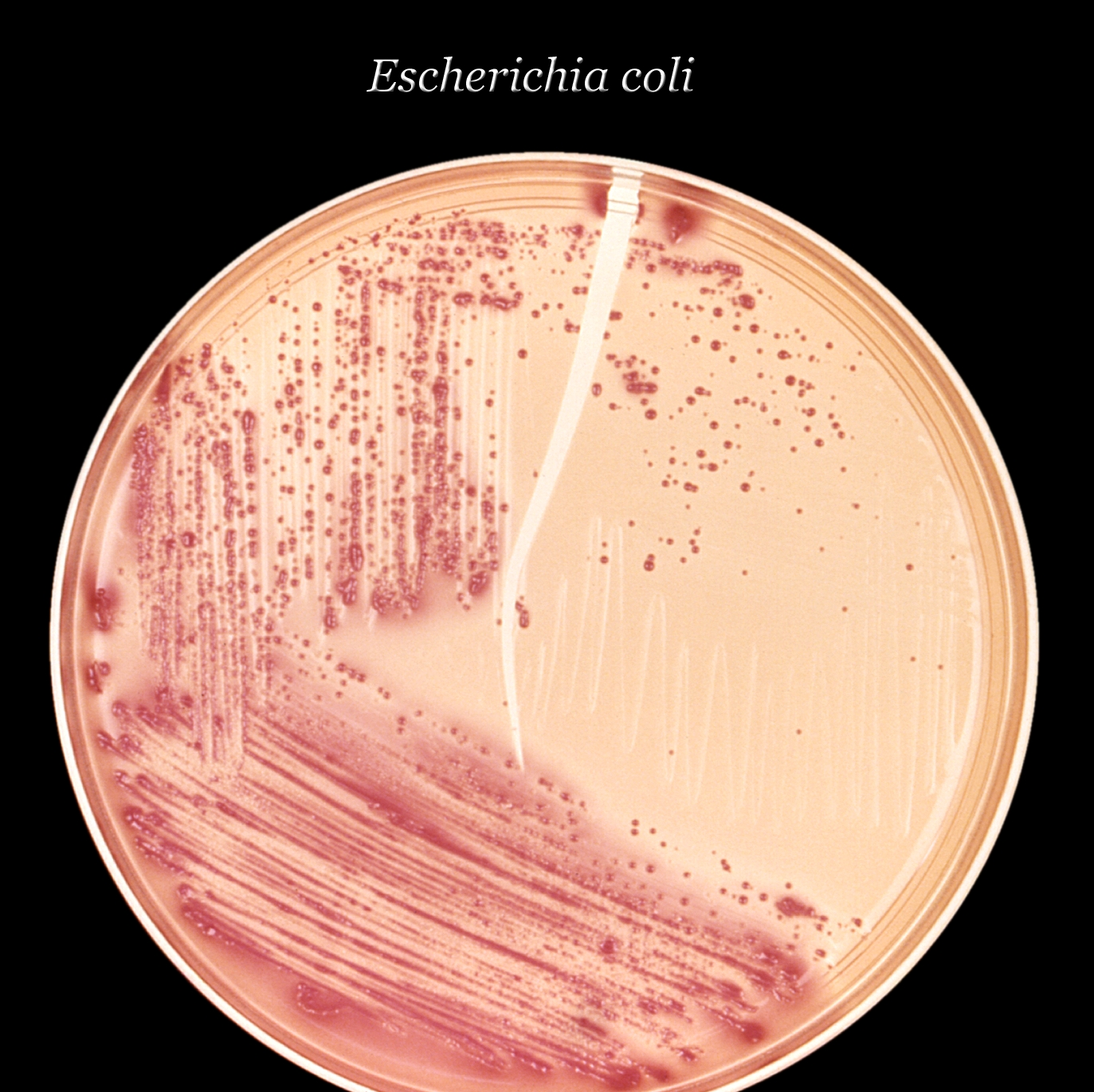
Petriho miska s Macconkeyovým agarem, na které se kultivuje Escherichia coli. Kultivace na takovýchto miskách je jedním ze základních diagnostických nástrojů lékařské mikrobiologie

### Mikrobiologie
Mikrobiologie a biologické obory s ní související (virologie, parazitologie, mykologie) se zabývají studiem biologických nox. Vedle patologie má mikrobiologie další výrazné kontakty s infekčním lékařstvím a epidemiologií.

### Imunologie
Imunologie se zabývá studiem funkce i poruch imunitního systému, tedy systému, jehož funkce hraje významnou roli v patogenezi celé řady chorob.

### Genetika
Genetika studuje dědičnost organizmů. Ukazuje se, že řada onemocnění má svůj původ přímo v chybné genetické informaci, pro jiné představují zděděné vlohy vyšší riziko.

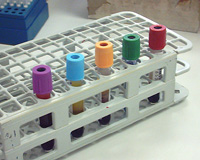
Odběrové nádobky Vacutainer s krví pro laboratorní zpracování

### Klinická biochemie
Klinická biochemie je lékařský obor zabývající se studiem a diagnostickým využitím kolísání chemických látek v tělesných tekutinách.